# Edita Kubelskienė
Edita Kubelskienė, née Raudonytė le 1er mars 1974, est une coureuse cycliste lituanienne.

## Palmarès sur piste

### Championnats du monde
- Bogota 1995
  - 5e de la course aux points

- Stuttgart 2003
  -  Médaillée d'argent de la course aux points

### Coupe du monde
- 1999
  - 3e de la course aux points à Cali

## Palmarès sur route
- 1999
  - 2e du championnat de Lituanie sur route
- 2002
  - 2e du championnat de Lituanie sur route